# Chalchicomula de Sesma
Chalchicomula de Sesma è una municipalità dello stato di Puebla, nel Messico centrale, il cui capoluogo è la località di Ciudad Serdán.
Conta 43.882 abitanti (2010) e ha una estensione di 389,82 km². 	 	
Il significato del nome della località in lingua nahuatl è "pozzo dove abbondano le pietre verdi".